# カカメガ (カウンティ)
カカメガ（スワヒリ語: Wilaya ya Kakamega）は、ケニア南西部の西部州東部のカウンティ。
中心都市はカカメガ。
面積は3033.8km2、2009年の人口は166万651人、人口密度は547.4人/km2。

## 人口
- 1999年8月24日：129万6270人
- 2009年8月24日：166万651人[1]

## 隣接カウンティ
- 北：トランス・ンゾイア (カウンティ)
- 北東：ウアシン・ギシュ (カウンティ)
- 東：ナンディ (カウンティ)
- 南：ヴィヒガ (カウンティ)
- 南西：シアヤ (カウンティ)
- 西：ブシア (カウンティ)
- 北西：ブンゴマ (カウンティ)

## 主要都市
- カカメガ（英語版）：6万9502人(中心都市)
- ムミアス（英語版）：3万8960人
- マラヴァ（英語版）：1万6480人

## 指標
| 項目             | %    |
| ---------------- | ---- |
| 都市化率         | 15.2 |
| 識字率           | 72.7 |
| 15～18歳の就学率 | 76.3 |
| 舗装道路率       | 4.9  |
| 良好道路率       | 54.1 |
| 電力普及率       | 5.6  |
| 貧困率           | 53   |

 Source: USAid Kenya